# オゾンのダンス
「オゾンのダンス」は、たまの楽曲である。作詞は柳原幼一郎。1990年7月10日に発売されたメジャー1作目のスタジオ・アルバム『さんだる』に収録された後、9月21日に2作目のシングルとしてリカットされた。カップリング曲は「ワルツおぼえて」。

## 背景とリリース
「オゾンのダンス」の原曲は「野球拳」、「青大将に気をつけて」という曲であり、一部は「夜はなぞなぞ」という曲に由来する。柳原によれば、「蒲田行進曲」のようなリズムの曲を作るという意図で制作されており、最後の太鼓は1960年代のソウルに由来しているという。また、最後の「まんじゅしゃか」という歌詞は山口百恵の楽曲「曼珠沙華」を元にしているとも語っている。
メジャーデビュー前より存在する楽曲で、TBS系『三宅裕司のいかすバンド天国』にて、1週目「らんちう」、2週目「さよなら人類」に続いて3週目に歌われた。また、LP『しおしお』や、2005年に発売された編集盤『たま ナゴムコレクション』にはボーカルのメロディが若干異なる初期テイクが収録されていた。メジャーデビュー後、本作は川崎製鉄（現・JFEスチール）TVCFソングや、フジテレビ系『なるほど!ザ・ワールド』エンディングテーマとして使用された。
1990年7月10日に日本クラウンからメジャー1作目のスタジオ・アルバム『さんだる』が発売され、「オゾンのダンス」は3曲目に収録された。9月21日に2作目のシングルとしてリカットされ、カップリング曲として同じく『さんだる』収録曲で、滝本晃司が作詞を手がけた「ワルツおぼえて」が収録された。「ワルツおぼえて」は、滝本によると、曲を先に作り、歌詞は「パリの女」という言葉から語呂合わせのように作っていった楽曲であり、サラリーマン時代に営業で車に乗っている間に断片的に作っていったという。曲の途中の囁き声は柳原扮するジュテーム橋本による映画『エマニエル夫人』のテーマ曲を口ずさんでいるもの。この声はモノラルでは音の位相により聞こえない。

## シングル収録曲
| 全編曲: たま。 |                    |            |      |
| #              | タイトル           | 作詞・作曲 | 時間 |
| 1.             | 「オゾンのダンス」 | 柳原幼一郎 | 2:41 |
| 2.             | 「ワルツおぼえて」 | 滝本晃司   | 4:05 |
| 合計時間:      | 合計時間:          | 合計時間:  | 6:46 |

## 担当楽器
| オゾンのダンス - 柳原幼一郎：Vocal & Guitar - 知久寿焼：Mandolin & Background Vocal - 石川浩司：Percussion & Background Vocal - 滝本晃司：Bass & Background Vocal | ワルツおぼえて - 滝本晃司：Vocal & Bass - 知久寿焼：Guitar, Harmonica & Background Vocal - 柳原幼一郎：Accordion, Piano & Background Vocal - 石川浩司：Percussion, Rappa & Background Vocal |

## 収録アルバム
オゾンのダンス
- さんだる
- まちあわせ
- たまセレクション

ワルツおぼえて
- さんだる

## カバー・バージョン
柳原は、2005年11月2日に発売したたま時代の楽曲のセルフカバー・アルバム『ふたたび』で、本作をカバーしている。
滝本は、ソロライブで「ワルツおぼえて」を演奏しており、2011年8月14日にOffice K.のYouTubeチャンネルで同年5月29日に吉祥寺マンダラ2で行なわれたライブでの映像を公開した。